# Черемиска (Владимирская область)
Черемиска — упразднённая деревня в Вязниковском районе Владимирской области России.

## География
Урочище находится в северо-восточной части области, в зоне хвойно-широколиственных лесов, в пределах Волжско-Окского междуречья, к западу от автодороги 17Н-6, на расстоянии 25 километров (по прямой) к северо-западу от города Вязники, административного центра района.

### Климат
Климат характеризуется как умеренно континентальный. Средняя температура воздуха самого холодного месяца (января) — −11,1 °C (абсолютный минимум — −48 °С), средняя максимальная температура воздуха (июля) — +23,3 °С (абсолютный максимум — +37 °С). Годовое количество атмосферных осадков составляет около 607 мм, из которых 413 мм выпадает в период с апреля по октябрь.

## История
В «Списке населенных мест Владимирской губернии по сведениям 1859 года» населённый пункт упомянут как казённая деревня Вязниковского уезда, расположенная в 32 верстах от уездного города. В деревне насчитывалось 13 дворов и проживало 66 человек (33 мужчины и 33 женщины).
По состоянию на 1905 год, в Черемиске имелось 16 дворов и проживало 87 человек. В административном отношении деревня входила в состав Мстерской волости.
По данным 1926 года в деревне имелось 19 крестьянских хозяйств и проживало 110 человек (50 мужчин и 60 женщин). Являлась частью Шустовского сельсовета Мстерской волости.
На момент упразднения входила в состав Осинковского сельсовета Вязниковского района. Упразднена решением облисполкома № 778 от 23 ноября 1983 года как фактически не существующая.